# Linia kolejowa Tomicy – Biełomorsk
Linia kolejowa Tomicy – Biełomorsk – linia kolejowa w Rosji łącząca stację Tomicy ze stacją Biełomorsk. Fragment linii Wołchow - Murmańsk.
Linia zarządzana jest przez region pietrozawodzki Kolei Październikowej (części Kolei Rosyjskich).
Linia położona jest w Republice Karelii. Na całej długości jest zelektryfikowana. Dzieli się na kilka fragmentów jedno- i dwutorowych.

## Historia
Plany wybudowania linii kolejowej na Murmań były przedstawiane w XIX w., jednak nie uzyskały wówczas akceptacji w kręgach rządowych.
Linia powstała podczas I wojny światowej, jako część murmańskiej drogi żelaznej. Jej budowa podyktowana była względami strategicznymi. Miała ona zapewnić kolejowe połączenie z portami Morza Barentsa i Morza Białego, które w przeciwieństwie do portów Morza Bałtyckiego i Morza Czarnego, nie były narażone na ataki państw centralnych, z którymi Rosja prowadziła wówczas wojnę. Linia początkowo leżała w Imperium Rosyjskim, następnie w Związku Sowieckim. Od 1991 znajduje się w granicach Rosji.